# Сареток, Гельмут Фомич
Гельмут Фомич Сареток (эст. Helmut Saretok; род. 1898, Рига — 1971) — российский и советский легкоатлет. Специализировался на прыжках в длину и тройном прыжке. Неоднократный призёр чемпионатов РСФСР и СССР.

## Биография
Эстонец по происхождению, Геля родился в семье рабочего Русско-Балтийского завода в Риге. Его соседом был Альфред Неуланд, будущий олимпийский чемпион по тяжёлой атлетике. Видя, как тот поднимает во дворе двухпудовые гири, юный Геля заинтересовался спортом.
В 1916 году на первенстве Ревеля 18-летний Сареток одним из первых спортсменов из Эстонии прыгнул за шесть метров. С результатом 6,07 он занял первое место, победив Александра Клумберга. В августе того же года на последнем первенстве России по лёгкой атлетике в Петрограде уже Клумберг стал победителем.
После Октябрьской революции Сареток окончил Высшее техническое училище имени Баумана. В 1920-е годы жил в Москве, работал оперуполномоченным МУРа. Представлял спортивный клуб МКЛ («мукомол»), позднее «Спартак».
В 1920 году на «Предолимпиаде» (чемпионат РСФСР) занял второе место в соревнованиях по прыжкам в длину (5,70 м) и стал третьим призёром в шведской эстафете (800+400+200+200) в составе второй сборной Москвы. На первенстве РСФСР 1922 года занял второе место в прыжках в длину (5,94 м). На всесоюзном празднике физкультуры 1923 года в прыжках в длину занял третье место (6,18 м).
На соревнованиях в 1923 году показал свой личный рекорд в тройном прыжке — 12,43 м, установив тем самым первый рекорд СССР в этой дисциплине. В том же 1923 году Сареток участвовал в первом в истории советского спорта международном соревновании в Петергофе с финскими легкоатлетами.
Был неоднократным победителем первенств Москвы в прыжках и метании диска.
Прекратив активные выступления, Сареток остаётся в лёгкой атлетике в качестве судьи всесоюзной категории (1954), представляя общество «Крылья Советов».
Похоронен с супругой и сыном на Ваганьковском кладбище.